# Бабенко Наталія
Наталія Бабенко (нар. 9 серпня 1994, Енергодар, Запорізька область, Україна) — українська акторка театру і кіно.

## Життєпис
Народилася 9 серпня 1994 року в Енергодарі Запорізької області. У 7 років паралельно із загальноосвітньою школою почала навчатися у музичній. З дитячого садочку займалася гімнастикою. Приблизно у сьомому класі вирішила вступати у театральний інститут у Києві, щоб стати акторкою. Після 9-го класу вступила до коледжу, потім почала вступати до КНУТКіТ імені Карпенко-Карого (з другого разу зарахована).
У 2019 році закінчила КНУТКіТ імені Карпенко-Карого.
Навесні 2021 року вийшов фільм «Пульс» про українську спортсменку, легкоатлетку, Параолімпійську чемпіонку 2008 року, п'ятикратну срібну та бронзову призерку літніх ігор 2008, 2012 і 2016 років — Оксану Ботурчук, роль якої виконала Бабенко. Щоб максимально вжитися в роль, тренувалася півроку за програмою підготовки професійних спортсменів.

## Кар'єра
З 2015 року знімається в кіно. Зіграла вже у двох десятках картин: «Що робить твоя дружина?», «Чуже життя», «Чаклунки», «Вище тільки любов», «Ангеліна», «Таємниці», «Дзвонар», драмі «Пульс».

### Театр
Національний академічний драматичний театр імені Івана Франка
- «Моя професія — синьйор з вищо…» (комедія)

### Відеокліпи
- 2016 — ВЕРЕМІЙ — «Холодна вода»

### Кіно
- 2020 — «Зречення» — Саша (головна роль)
- 2020 — Дзвонар-2 (Україна, у виробництві) — Аня (головна роль)
- 2020 — «Пульс» — Оксана Ботурчук, спортсменка-легкоатлетка, параолімпійка (головна роль)
- 2019 — Таємниці (Україна) — Лариса (Лора) Грищук (головна роль)
- 2019 — Таємна любов (Україна) — епізод

• 2019  — Кріпосна 3 (Україна,  
Росія)&nbsp —Віра Гнаткевич
- 2019 — Зникла наречена (Україна) — Юлія
- 2019 — Дзвонар (Україна) — Аня (головна роль)
- 2019 — Інша (Україна) — епізод
- 2019 — Повернення (Україна) — Маша в юності
- 2019 — Брати по крові (Україна) — Оля Кондратьєва
- 2018 — Чуже життя (Україна) — Руфіна Васильєва
- 2018 — Троє в лабіринті (Росія, Україна) — Маша, однокурсниця
- 2018 — Чаклунки (Україна) — Леля
- 2018 — Вище тільки кохання (Україна) — Алла
- 2018 — Ангеліна (Україна) — Ліка, староста
- 2017 — Що робить твоя дружина? (Україна) — Варя Соколовська, донька Ольги і В'ячеслава
- 2017 — Коротке слово «ні» (Росія, Україна) — епізод
- 2017 — Покоївка (Україна) — менеждерка
- 2015 — 2016 — Відділ 44 (Україна) — Поліна
- 2022 —Найкращі вихідні— Мирослава
- 2021 —Папаньки 3 — Маша

## Нагороди та номінації
| Нагороди й номінації | Нагороди й номінації                           | Нагороди й номінації                 | Нагороди й номінації | Нагороди й номінації |
| Рік                  | Премія                                         | Номінація                            | Робота               | Результат            |
| -------------------- | ---------------------------------------------- | ------------------------------------ | -------------------- | -------------------- |
| 2021                 | Міжнародний кінофестиваль у Ричмонді           | Найкраща жіноча роль                 | Пульс                | Перемога             |
| 2021                 | World Independent Cinema Awards (Лос-Анджелес) | Найкраща жіноча у фільмі іншою мовою | Пульс                | Перемога             |